# Steve Denton
Steve Denton (* 5. září 1956 Kingsville, Texas) je bývalý americký tenista. Jeho největším úspěchem ve dvouhře byl postup do finále Australian Open v letech 1981 a 1982 (v obou případech ho porazil Johan Kriek). Jeho maximem v singlovém žebříčku ATP bylo 12. místo (duben 1983). V mužské čtyřhře se stal vítězem US Open v roce 1982, ve dvojici s Jihoafričanem Kevinem Currenem. S krajanem Sherwoodem Stewartem postoupili do finále Australian Open 1983. Ve smíšené čtyřhře hrál tři grandslamová finále: ve Wimbledonu roku 1983 po boku Billie Jean Kingové, na US Open 1983 s JoAnne Russellovou a ve Wimbledonu 1984 v páru s Kathy Jordanovou. V deblovém žebříčku ATP byl nejvýše světovou dvojkou. Byl pravorukým tenistou, s jednoručním bekhendem. Během své kariéry vydělal na turnajových odměnách (prize money) téměř 1,1 milionu dolarů. Po skončení hráčské kariéry v roce 1987 se stal trenérem, působil hlavně na Texas A&M University.